# Oryzias sarasinorum
Espèce
Statut de conservation UICN

 EN A1e : En danger
Oryzias sarasinorum est une espèce de poisson de la famille des Adrianichthyidae. Il est endémique de l'Indonésie. L' espèce fut un temps classé sous le nom de genre Xenopoecilus (Xenopoecilus sarasinorum) mais, qui ne comprend plus d'espèces à l'heure actuelle (05/2015).

## Galerie

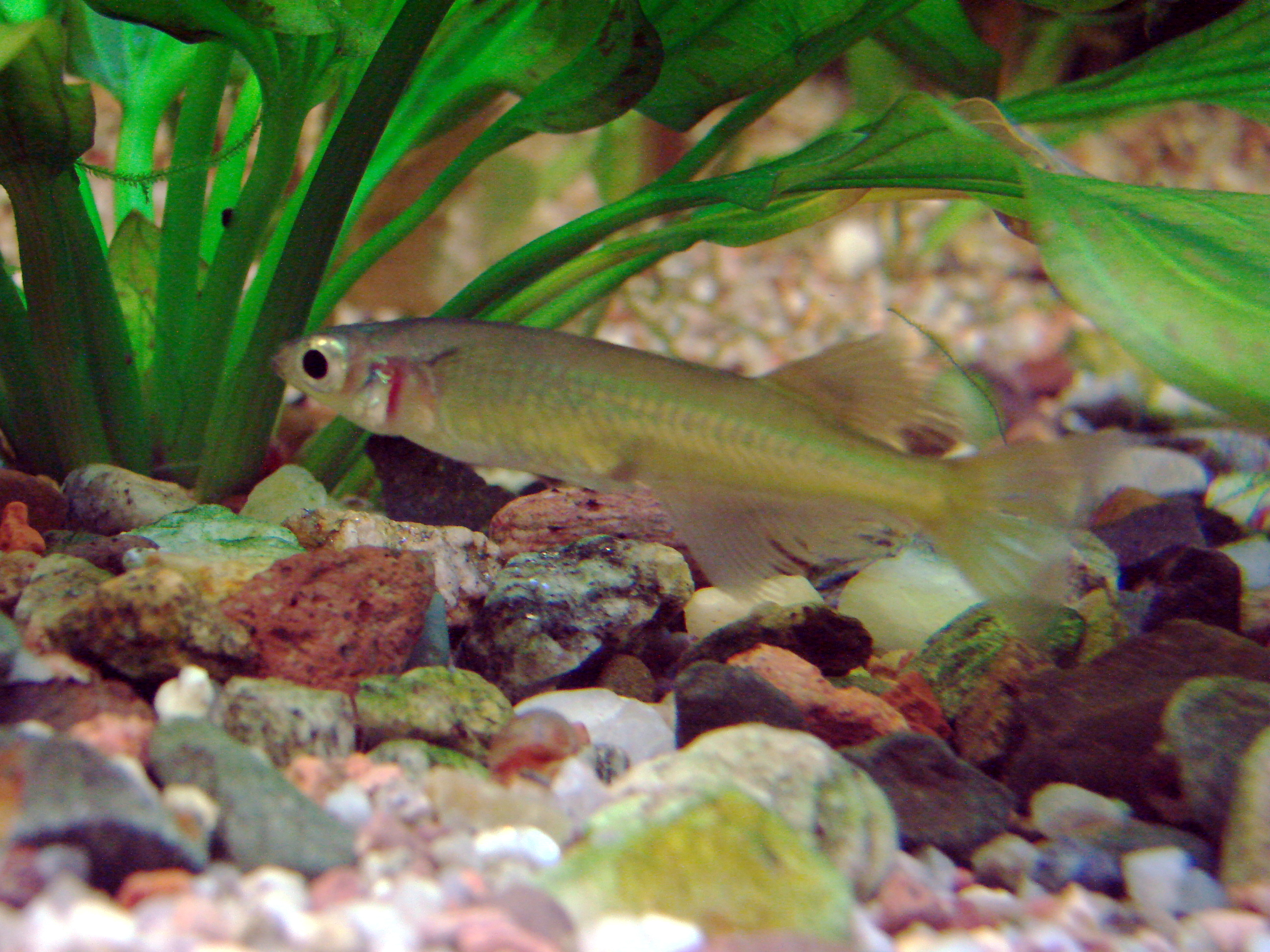
En aquarium au zoo de Wroclaw